# Mołdawia na Zimowych Igrzyskach Olimpijskich 2022
Mołdawia na Zimowych Igrzyskach Olimpijskich 2022 – występ kadry sportowców reprezentujących Mołdawię na igrzyskach olimpijskich, które odbyły się w Pekinie, w Chińskiej Republice Ludowej, w dniach 4-20 lutego 2022 roku.
Reprezentacja Mołdawii liczyła pięcioro zawodników – trzy kobiety i dwóch mężczyzn.
Był to ósmy start Mołdawii na zimowych igrzyskach olimpijskich.

## Reprezentanci

### Biathlon
| Zawodnik          | Konkurencja                | Strzelanie  | Czas    | Strata  | Miejsce | Źródło |
| ----------------- | -------------------------- | ----------- | ------- | ------- | ------- | ------ |
| Ałła Hyłenko      | bieg indywidualny kobiet   | 2 (0+1+0+1) | 52:28,3 | +8:15,6 | 72.     | [ 1 ]  |
| Ałła Hyłenko      | sprint kobiet              | 4 (2+2)     | 26:04,6 | +5:20,3 | 86.     | [ 1 ]  |
| Pawieł Magaziejew | bieg indywidualny mężczyzn | 2 (1+1+0+0) | 52:41,7 | +3:54,3 | 26.     | [ 2 ]  |
| Pawieł Magaziejew | sprint mężczyzn            | 3 (2+1)     | 27:25,0 | +3:24,6 | 79.     | [ 2 ]  |
| Maksim Makarow    | sprint mężczyzn            | 5 (2+3)     | 29:45,6 | +5:45,2 | 93.     | [ 3 ]  |
| Alina Striemous   | bieg indywidualny kobiet   | 4 (1+2+0+1) | 49:07,5 | +4:54,8 | 37.     | [ 4 ]  |
| Alina Striemous   | bieg masowy kobiet         | 9 (1+2+3+3) | 47:30,0 | +7:12,0 | 30.     | [ 4 ]  |
| Alina Striemous   | bieg pościgowy kobiet      | 2 (0+0+1+1) | 38:01,3 | +3:14,4 | 16.     | [ 4 ]  |
| Alina Striemous   | sprint kobiet              | 0 (0+0)     | 21:59,5 | +1:15,2 | 10.     | [ 4 ]  |

### Saneczkarstwo
| Zawodniczka    | Konkurencja    | 1. przejazd | 1. przejazd | 2. przejazd | 2. przejazd | 3. przejazd | 3. przejazd | 4. przejazd | 4. przejazd | Suma     | Suma    | Źródło |
| Zawodniczka    | Konkurencja    | Czas        | Miejsce     | Czas        | Miejsce     | Czas        | Miejsce     | Czas        | Miejsce     | Czas     | Miejsce | Źródło |
| -------------- | -------------- | ----------- | ----------- | ----------- | ----------- | ----------- | ----------- | ----------- | ----------- | -------- | ------- | ------ |
| Doina Descalui | jedynki kobiet | 1:01,928    | 34.         | 1:02,192    | 31.         | 1:02,174    | 32.         | NQ          | NQ          | 3:06,294 | 32.     | [ 5 ]  |